# Úny
Úny is een plaats (község) en gemeente in het Hongaarse comitaat Komárom-Esztergom. Úny telt 650 inwoners (2001).